# Запорожченко Михайло Іванович
Михайло Іванович Запорожченко (нар. 5 червня 1893 м.Карлівка — 20 травня 1970 м.Москва) — радянський військовий діяч, генерал-лейтенант (1945). Депутат Верховної Ради УРСР 2-го скликання.

## Біографія
У 1914 — 1917 р. — служив у російській імператорській армії. Учасник 1-ї світової війни, старший унтер-офіцер.
З грудня 1918 р. — у Робітничо-селянській Червоній армії. Учасник громадянської війни. У 1918 — 1919 р. — курсант та інструктор стройового навчання 2-х Полтавських піхотних командних курсів. З травня 1919 року — командир роти, начальник бойової ділянки, командир полку і командир бригади курсантів Полтавських піхотних курсів.
Член РКП(б) з 1919 року.
З жовтня 1919 року — слухач Академії Генштабу РСЧА. У травні — жовтні 1920 р. — виконувач обов'язків начальника Полтавських піхотних курсів. У квітні — жовтні 1921 р. — помічник начальника оперативного відділу штабу Туркестанського фронту.
У серпні 1923 року закінчив Військову академію РСЧА.
У серпні 1923 — квітні 1924 р. — командир роти 142-го стрілецького полку 48-ї стрілецької дивізії Московського військового округу. У квітні — липні 1924 р. — командир батальйону (стажист) 144-го стрілецького полку. У липні 1924 — січні 1927 р. — начальник штабу 18-ї стрілецької дивізії. У січні 1927 — січні 1928 р. — начальник 6-го відділу штабу Московського військового округу.
З січня 1928 року був слухачем Курсів удосконалення вищого командного складу при Військовій академії РСЧА імені Фрунзе, після закінчення яких, з березня 1928 року знаходився у розпорядженні 4-го Управління РСЧА, а у квітні 1929 року був призначений на посаду начальника бюро раціоналізації техніки РСЧА.
У травні 1932 — вересні 1936 р. — начальник Військового інституту раціоналізації праці і техніки РСЧА. З вересня 1936 року перебував у розпорядженні Управління з командного складу РСЧА.
У січні 1937 — липні 1938 р. — начальник Бакинського піхотного училища. З липня 1938 року знаходився під слідством органів НКВС, а з листопада 1939 року був у розпорядженні Управління з командного складу РСЧА.
У березні 1940 — липні 1941 р. — начальник 2-го Орджонікідзевського піхотного училища.
Учасник радянсько-німецької війни. У липні 1941 — листопаді 1942 р. — командир 409-ї стрілецької дивізії 45-ї армії Закавказького військового округу. У листопаді 1942 — лютому 1943 р. — командир 197-ї стрілецької (59-ї гвардійської) дивізії 63-ї армії Донського, Південно-Західного фронтів. У лютому 1943 року був призначений на посаду командира 18-го стрілецького корпусу, у квітні 1943 — на посаду заступника командувача 3-ї гвардійської армії, а у вересні 1943 — на посаду командира 4-го гвардійського стрілецького корпусу 6-ї армії. З листопада 1943 року знаходився у госпіталі на лікуванні. У лютому 1944 року був призначений на посаду заступника командувача військ Орловського військового округу, а в серпні 1944 — на посаду командира 11-го стрілецького корпусу 4-го Українського фронту.
У вересні 1945 — січні 1946 р. — у розпорядженні Головного управління кадрів Народного комісаріату оборони СРСР.
У січні 1946 — червні 1948 р. — командир 20-го гвардійського стрілецького корпусу Київського військового округу.
У червні 1948 — червні 1949 р. — у розпорядженні Головнокомандувача Сухопутних військ СРСР.
З червня 1949 р. — у відставці. Проживав у Москві.

## Звання
- комбриг (23.11.1935)
- генерал-майор (14.10.1942)
- генерал-лейтенант (20.04.1945)

## Нагороди
- орден Леніна (22.02.1945)
- чотири ордени Червоного Прапора (1919, 1.12.1943, 3.11.1944,)
- орден Суворова 2-го ст. (31.03.1943)
- орден Суворова 1-го ст. (30.06.1945)
- орден Богдана Хмельницького 1-го ст. (31.05.1945)
- командор ордену Британської імперії (1944)
- медалі